# 데릭 로
데릭 크리스토퍼 로(Derek Christopher Lowe, 1973년 6월 1일 ~ )는 전 미국의 메이저 리그 우완 투수 야구 선수이다.

## 마이너 리그 기록
데릭 로는 1991년 아마추어 드래프트 8번 라운드에서 지명되었다. 1991년 6월 7일 시애틀 매리너스와 계약했다. 그는 곧장 루키 리그 팀에서 뛰었고 그 해 12번 선발 등판하여 5승 3패 2.41의 평균자책점을 기록했다.
이후 몇 년 동안 마이너 리그에서 시간을 보냈다. 1992년 싱글 에이 벨링험에서 13번 등판 7승 3패 2.42 평균평균자책점을 기록했다. 1993년 더블 에이 리버사이드에서 26번 등판하여 12승 9패 5.26 평균자책점을 기록했다. 1994년 더블에이 잭슨빌 선즈에서 26번 등판 7승 10패 4.94 평균자책점을 찍었다. 1995년 더블에이 포트시티 루스터스에서 10번 선발 등판 6.08 평균자책점에 1승 6패의 저조한 성적을 기록했다. 1996년 타코마 레이너스에서 16번 등판 4.54 평균자책점에 6승 9패를 기록했다.

## 메이저 리그 기록
1997년 4월 26일 토론토 블루 제이스를 상대로 하여 첫 번째 메이저 등판을 기록했다. 선발 경기로는 같은 해 5월 27일 미네소타 트윈스전이었다. 같은 해 6월 3일 디트로이트 타이거스를 상대로 5.1이닝 3실점으로 프로 첫 승을 기록했다.
그러나 시애틀은 당시 불펜 전력감을 급히 구하는 중이었기 때문에 보스턴 레드 삭스의 히스클리프 슬로컴과 자팀의 데릭 로, 제이슨 베리텍을 맞트레이드하게 되었다.
보스턴에서의 첫 두 해에 5승 15패를 기록하며 중간계투와 선발 지위를 오갔다. 1999년 마무리 투수로 보직을 바꾸고 15세이브 2.63 평균자책점을 기록했다.
2000년 마무리로 42세이브를 기록, 최고의 시즌을 맞이하였다. 다만 구질이 압도적이지 못하여 2001년 24세이브를 올렸음에도 불구하고, 7월 31일 트레이드되어 온 우게스 어비나에게 마무리 자리를 내어 주었다.
2002년 선발로 돌아가서 21승 8패 2.58 평균자책점을 기록했으며 사이 영 투표에서 배리 지토와 팀 동료 페드로 마르티네스에 이어 3위를 차지했다. 4월 27일 홈경기에서 탬파베이 데빌 레이스를 상대로 노히트 노런을 기록했으며 이는 펜웨이 파크에서 1965년 데이브 모어헤드 이후 처음으로 나온 노히트 노런이었다.
2003년 그의 자책점은 전 해에 비해 많이 올라갔으나 보스턴의 강력한 공격력에 힘입어 4.47 평균자책점에 17승 7패를 기록했다. 포스트시즌 디비전 시리즈에서 2개의 결정적 삼진을 잡으면서 5차전에서 세이브를 기록하기도 했다.
2004년 14승 12패 5.42 평균자책점을 기록했으며 불펜으로 밀려나기도 했다. 다만 포스트시즌에서 3승 무패 1.86 평균자책을 기록하며 되살아났다. 로스앤젤레스 에인절스 오브 애너하임, 뉴욕 양키스, 세인트루이스 카디널스를 상대로 승리를 거두며 팀의 월드 시리즈 우승에 공헌하였다.
2005년 1월 11일 로스앤젤레스 다저스와 4년 3600만 달러에 계약하였다. 그는 다저스로 소속을 갈아 탔음에도 불구 같은 해 4월 11일 레드삭스 월드 시리즈 반지 수여식까지 보스턴 유니폼을 입고 다녔다.
2005년 8월 31일 시카고 커브스를 상대로 생애 두 번째 노히트 노런을 기록할 뻔했으나 제리 헤어스톤 주니어에게 리드오프 단타를 맞고 기록 달성에 실패했다.
2007년 시즌 후 2004년 ~ 2007년까지 4년 연속 12승 이상 달성한 7명 선발 투수 중 한 명의 반열에 들어갔다. 다른 6명은 카를로스 잠브라노, 그레그 매덕스, 로이 오스왈트, 팀 허드슨, 제이슨 마퀴, 제프 수판이다.
2008년 개막전 선발로 뛴 뒤 1선발 지위를 브래드 페니에게 넘겨주고 2선발 자리로 로테이션을 옮겼다.
2008년 5월 기준으로 데릭 로는 조니 데이먼, 브래드 아우스무스와 함께 10년 동안 부상자 명단에 들어간 적이 없는 세 명의 선수 중 하나가 되었다. 데이먼은 2008년 7월 5일 부상자 명단에 등재되었기 때문에 2008년 7월 말 기준으로 최근 10년간 몸이 건강했던 선수는 데릭 로와 아우스무스 둘 밖에 남지 않았다. 2008년 계약이 끝난후 애틀랜타 브레이브스로 팀을 옮겼다.

## 주요 기록
- 2000년, 2002년 메이저 리그 올스타전 출장
- 2002년 올스타전 아메리칸 리그 선발투수
- 2002년 4월 27일 템파베이 데빌 레이스를 상대로 노히트 노런 기록
- 2002년 사이 영 투표에서 3위 차지
- 2000년 아메리칸 리그 세이브 1위 기록(42세이브)
- 2002년 다승부문 리그 2위 차지(21승)
- 2004년 디비전 시리즈, 리그 챔피언십 시리즈, 월드 시리즈에서 3승을 기록함.
- 2003년, 2004년 아메리칸 리그 디비전 시리즈에 모두 나와 던진 유일한 투수. 두 경기 모두 상대는 라이벌 뉴욕 양키스였다.
- 2006년 다승부문 내셔널리그 공동 1위(16승)

## 연도별 투수 성적
| 연 도      | 소 속      | 등 판 | 선 발 | 완 투 | 완 봉 | 무 4 구 | 승 리 | 패 전 | 세 이 브 | 홀 드 | 승 률 | 타 자 | 이 닝  | 피 안 타 | 피 홈 런 | 볼 넷 | 고 4 | 몸 맞 | 탈 삼 진 | 폭 투 | 보 크 | 실 점 | 자 책 점 | 평 자 책 | W H I P |
| ---------- | ---------- | ----- | ----- | ----- | ----- | ------- | ----- | ----- | -------- | ----- | ----- | ----- | ------ | -------- | -------- | ----- | ---- | ----- | -------- | ----- | ----- | ----- | -------- | -------- | ------- |
| 1997년     | SEA/BOS    | 20    | 9     | 0     | 0     | 0       | 2     | 6     | 0        | --    | .250  | 298   | 69.0   | 74       | 11       | 23    | 3    | 4     | 52       | 2     | 0     | 49    | 47       | 6.13     | 1.41    |
| 1998년     | BOS        | 63    | 10    | 0     | 0     | 0       | 3     | 9     | 4        | --    | .250  | 527   | 123.0  | 126      | 5        | 42    | 5    | 4     | 77       | 8     | 0     | 65    | 55       | 4.02     | 1.37    |
| 1999년     | BOS        | 74    | 0     | 0     | 0     | 0       | 6     | 3     | 15       | 22    | .667  | 436   | 109.1  | 84       | 7        | 25    | 1    | 4     | 80       | 1     | 0     | 35    | 32       | 2.63     | 1.00    |
| 2000년     | BOS        | 74    | 0     | 0     | 0     | 0       | 4     | 4     | 42       | 0     | .500  | 379   | 91.1   | 90       | 6        | 22    | 5    | 2     | 79       | 1     | 1     | 27    | 26       | 2.56     | 1.23    |
| 2001년     | BOS        | 67    | 3     | 0     | 0     | 0       | 5     | 10    | 24       | 4     | .333  | 404   | 91.2   | 103      | 7        | 29    | 9    | 5     | 82       | 4     | 0     | 39    | 36       | 3.53     | 1.44    |
| 2002년     | BOS        | 32    | 32    | 1     | 1     | 0       | 21    | 8     | 0        | 0     | .724  | 854   | 219.2  | 166      | 12       | 48    | 0    | 12    | 127      | 5     | 0     | 65    | 63       | 2.58     | 0.97    |
| 2003년     | BOS        | 33    | 33    | 1     | 0     | 0       | 17    | 7     | 0        | 0     | .708  | 886   | 203.1  | 216      | 17       | 72    | 4    | 11    | 110      | 3     | 0     | 113   | 101      | 4.47     | 1.42    |
| 2004년     | BOS        | 33    | 33    | 0     | 0     | 0       | 14    | 12    | 0        | 0     | .538  | 839   | 182.2  | 224      | 15       | 71    | 2    | 8     | 105      | 3     | 0     | 138   | 110      | 5.42     | 1.61    |
| 2005년     | LAD        | 35    | 35    | 2     | 2     | 0       | 12    | 15    | 0        | 0     | .444  | 934   | 222.0  | 223      | 28       | 55    | 1    | 5     | 146      | 3     | 2     | 113   | 89       | 3.61     | 1.25    |
| 2006년     | LAD        | 35    | 34    | 1     | 0     | 1       | 16    | 8     | 0        | 0     | .667  | 913   | 218.0  | 221      | 14       | 55    | 2    | 5     | 123      | 3     | 2     | 97    | 88       | 3.63     | 1.27    |
| 2007년     | LAD        | 33    | 32    | 3     | 0     | 2       | 12    | 14    | 0        | 1     | .462  | 831   | 199.1  | 194      | 20       | 59    | 2    | 1     | 147      | 3     | 1     | 100   | 86       | 3.88     | 1.27    |
| 2008년     | LAD        | 34    | 34    | 1     | 0     | 0       | 14    | 11    | 0        | 0     | .560  | 851   | 211.0  | 194      | 14       | 45    | 7    | 1     | 147      | 2     | 0     | 84    | 76       | 3.24     | 1.13    |
| 2009년     | ATL        | 34    | 34    | 0     | 0     | 0       | 15    | 10    | 0        | 0     | .600  | 855   | 194.2  | 232      | 16       | 63    | 7    | 4     | 111      | 4     | 2     | 109   | 101      | 4.67     | 1.52    |
| 2010년     | ATL        | 33    | 33    | 0     | 0     | 0       | 16    | 12    | 0        | 0     | .571  | 824   | 193.2  | 204      | 18       | 61    | 10   | 4     | 136      | 4     | 2     | 88    | 86       | 4.00     | 1.37    |
| 2011년     | ATL        | 34    | 34    | 0     | 0     | 0       | 9     | 17    | 0        | 0     | .346  | 830   | 187.0  | 212      | 14       | 70    | 4    | 3     | 137      | 1     | 2     | 110   | 105      | 5.05     | 1.51    |
| 2012년     | CLE/NYY    | 38    | 21    | 1     | 1     | 0       | 9     | 11    | 1        | 1     | .450  | 640   | 142.2  | 180      | 10       | 51    | 5    | 3     | 55       | 7     | 1     | 88    | 81       | 5.11     | 1.62    |
| 통산：16년 | 통산：16년 | 672   | 377   | 10    | 4     | 3       | 175   | 157   | 86       | 27    | .527  | 11301 | 2658.1 | 2743     | 214      | 791   | 67   | 76    | 1714     | 55    | 13    | 1320  | 1182     | 4.00     | 1.33    |

- 2012년 기준, 굵은 글씨는 시즌 최고 성적.